# Curt von Hagen
Pour les articles homonymes, voir Hagen.
Curt von Hagen, né le 12 septembre 1859 à Schippenbeil en province de Prusse et mort le 13 août 1897, près de Yomba, en Nouvelle-Guinée allemande, est un colon allemand qui fut planteur dans la péninsule sud-asiatique, puis colon et fonctionnaire de l'administration coloniale allemande en Nouvelle-Guinée.

## Biographie
Curt von Hagen est le fils du général prussien Heinrich von Hagen. Il devient officier artilleur dans l'armée prussienne en 1878, mais démissionne en 1886 à cause d'une chute de cheval.
Il épouse en 1881 la fille d'un industriel fortuné, Helene Winckler, qui lui donne une fille unique en 1886, Else. Il devient d'abord planteur de tabac et fonde à Deli (Sumatra) une société par actions, mais elle tombe bientôt en faillite. En 1893, il est gérant principal de la plantation de Jomba, pour la compagnie Astrolabe, près de Friedrich-Wilhelm-Hafen (aujourd'hui Madang) en Nouvelle-Guinée allemande. Il devient directeur général au bout de trois ans de la compagnie de Nouvelle-Guinée, quitte Friedrich-Wilhelm-Hafen pour habiter à Stephansort, où il fonde de petits entrepôts portuaires et le petit village du nom d'Erima. Sa situation prospère et il est nommé commissaire colonial de l'endroit, faisant office d'administrateur colonial, le 22 septembre 1893.
Il se rend en mai 1897 auprès du gouverneur de Nouvelle-Guinée, Albert Hahl (1868-1945), à Herbertshöhe, et il apprend le meurtre de l'explorateur Otto Ehlers, perpétré en octobre 1895. Il décide avec d'autres colons d'organiser une expédition début août, pour retrouver les assassins, et quitte Jomba le 13 au matin. Il est retrouvé abattu d'une balle quelques heures plus tard. Finalement les meurtriers sont retrouvés, après plusieurs jours de poursuite, tués à coups de lance par des habitants de l'île et leurs têtes apportées le 19 août à l'administration coloniale de Stephansort. La veuve de Curt von Hagen se voit refuser une rente par l'administration de la compagnie de Nouvelle-Guinée qui estime que celui-ci portait seul la responsabilité d'une telle expédition. Elle reçoit 600 marks et sa fille 150 marks.
Le croiseur SMS Falke est tout de même envoyé sur les lieux pour ramener le calme.
Un petit monument avec une aigle de bronze est érigé en mémoire de Curt von Hagen. Il est démonté en 1956. On a remis un modeste monument en place vers 1990. 
Un volcan culminant à 3 778 mètres, mont Hagen (en) a été nommée en son honneur non loin de la ville homonyme.